# Omar Mohamed (ginnasta)
Omar Mohamed Fathy (in arabo عمرو محمد فتحي‎?; Alessandria d'Egitto, 10 febbraio 1999) è un ginnasta egiziano.

## Biografia
Ai campionati africani di Swakopmund 2018 è riuscito a guadagnare cinque medaglie: l'oro nel concorso individuale e nel corpo libero, l'argento nel volteggio e nel concorso a squadre, con Ahmed Elmaraghy, Ahmed Abdelrahman Mohamed Moubark e Ali Zahran, e il bronzo nelle parallele.
Ai campionati africani de Il Cairo 2021 ha vinto l'oro nel concorso individuale, precedendo sul podio il connazionale Zaid Khater e il nigeriano Uche Eke, e si è qualificato ai Giochi olimpici estivi di Tokyo 2020.

## Palmarès
- Campionati africani

Swakopmund 2018: oro nel concorso individuale; oro nel corpo libero; argento nel volteggio; argento nel concorso a squadre; bronzo nelle parallele;
Il Cairo 2021: oro nel concorso individuale;